# John Gregory Dunne
John Gregory Dunne (Hartford, 25 maggio 1932 – New York, 30 dicembre 2003) è stato uno scrittore, sceneggiatore e giornalista statunitense.
Era fratello minore dello scrittore Dominick Dunne, di origini irlandesi, e marito della pluripremiata giornalista, scrittrice e saggista Joan Didion, sposata il 30 gennaio 1964. Laureatosi a Princeton, nel New Jersey, nel 1954, iniziò la propria carriera giornalista lavorando per il TIME. Grande amico dell'influente giornalista Noel Parmentel, ottenne presto grande fama e prestigio. Si dedicò quindi al Cinema e alla Letteratura; lavorò alla sceneggiatura di film quali Panico a Needle Park (Jerry Schatzberg, 1971), È nata una stella (1976) e L'assoluzione (1981) tratto dal suo romanzo Verità confessate, scrivendo nello stesso tempo articoli di critica letteraria sul The New York Review of Books, poi integrati nelle raccolte Quintana & Friends e Crooning. Quanto alla Letteratura, la sua opera più nota è la "biografia" Monster: Living Off the Big Screen - le virgolette sono d'obbligo in quanto, più che una biografia, essa sembra un lungo racconto - sulla sua esperienza nel mondo del grande schermo.
È morto per un infarto violento e improvviso. La moglie gli ha dedicato nel 2005 il libro The Year of Magical Thinking (L'anno del pensiero magico), grazie al quale ha vinto il National Book Award.